# Klass B 1950
L'edizione 1950 della Klass B fu l'11ª della seconda serie del Campionato sovietico di calcio e vide la vittoria finale del VMS Mosca.

## Stagione

### Formula
Per la prima volta il campionato fu denominato Klass B, anziché Vtoraja Gruppa. La formula del campionato fu completamente rivoluzionata: il numero di squadre fu drasticamente ridotto, passando da 84 ad appena 14; dodici di esse parteciparono alla precedente edizione, mentre il Lokomotiv Petrozavodsk partecipò per la prima volta in rappresentanza della Repubblica Socialista Sovietica Carelo-Finlandese e il Bol'ševik Stalinabad rientrò in gioco dopo un anno di sosta (precedentemente era noto come Dinamo) in rappresentanza della Repubblica Socialista Sovietica Tagika; in effetti tutte le Repubbliche Sovietiche avevano un rappresentante tra questo campionato e la Klass A.
I 14 club partecipanti si incontrarono tra di loro in gare di andata e ritorno, per un totale di 26 incontri per squadra: il sistema prevedeva due punti per la vittoria, uno per il pareggio e zero per la sconfitta.
Erano previste due promozioni in Klass A; essendo la Klass B l'ultima serie del campionato, non erano previste retrocessioni.

## Squadre partecipanti
| Squadra                 | Repubblica         | Città        | Stagione precedente                                                                            |
| ----------------------- | ------------------ | ------------ | ---------------------------------------------------------------------------------------------- |
| Bol'ševik Stalinabad    | RSS Tagika         | Stalinabad   | Non iscritto al campionato                                                                     |
| Burevestnik Kishinev    | RSS Moldava        | Kishinev     | 11° nel Girone Repubbliche di Vtoraja Gruppa col nome di Dinamo                                |
| Dinamo Alma-Ata         | RSS Kazaka         | Alma-Ata     | 9° nel Girone Repubbliche di Vtoraja Gruppa                                                    |
| DO Tashkent             | RSS Uzbeka         | Tashkent     | 4° nel Girone Repubbliche di Vtoraja Gruppa                                                    |
| Dzeržinec Čeljabinsk    | RSFS Russa         | Čeljabinsk   | 2° nel Girone 2 Russo di Vtoraja Gruppa                                                        |
| Kalev Tallinn           | RSS Estone         | Tallinn      | 12° nel Girone Repubbliche di Vtoraja Gruppa                                                   |
| Krasnoe Znamja Ivanovo  | RSFS Russa         | Ivanovo      | 4° nel Girone 4 Russo di Vtoraja Gruppa                                                        |
| Lokomotiv Petrozavodsk  | RSS Carelo-Finnica | Petrozavodsk | Non iscritto al campionato                                                                     |
| Piščevik Odessa         | RSS Ucraina        | Odessa       | 1° nel Girone Ucraino di Vtoraja Gruppa, 1º nel girone finale, 3º nel girone finale aggiuntivo |
| Spartak Aşgabat         | RSS Turkmena       | Aşgabat      | 13° nel Girone Repubbliche di Vtoraja Gruppa                                                   |
| Spartak Vilnius         | RSS Lituana        | Vilnius      | 3° nel Girone Repubbliche di Vtoraja Gruppa                                                    |
| Torpedo Gor'kij         | RSFS Russa         | Gor'kij      | 3° nel Girone 3 Russo di Vtoraja Gruppa                                                        |
| Trudovye Rezervy Frunze | RSS Kirghisa       | Frunze       | 14° nel Girone Repubbliche di Vtoraja Gruppa, col nome di Zenit                                |
| VMS Mosca               | RSFS Russa         | Mosca        | 2° nel Girone 1 Russo di Vtoraja Gruppa                                                        |

## Classifica finale
|  | Pos. | Squadra                 | Pt | G  | V  | N  | P  | GF | GS | DR  |
|  | ---- | ----------------------- | -- | -- | -- | -- | -- | -- | -- | --- |
|  | 1.   | VMS Mosca               | 42 | 26 | 18 | 6  | 2  | 60 | 15 | +45 |
|  | 2.   | Torpedo Gor'kij         | 34 | 26 | 11 | 12 | 3  | 37 | 18 | +19 |
|  | 3.   | Spartak Vilnius         | 32 | 26 | 13 | 6  | 7  | 53 | 37 | +16 |
|  | 4.   | Krasnoe Znamja Ivanovo  | 32 | 26 | 13 | 6  | 7  | 31 | 22 | +9  |
|  | 5.   | DO Tashkent             | 28 | 26 | 10 | 8  | 8  | 43 | 27 | +16 |
|  | 6.   | Burevestnik Kishinev    | 28 | 26 | 11 | 6  | 9  | 41 | 41 | +0  |
|  | 7.   | Dzeržinec Čeljabinsk    | 27 | 26 | 11 | 5  | 10 | 49 | 50 | -1  |
|  | 8.   | Piščevik Odessa         | 26 | 26 | 8  | 10 | 8  | 33 | 32 | +1  |
|  | 9.   | Dinamo Alma-Ata         | 23 | 26 | 7  | 9  | 10 | 36 | 37 | -1  |
|  | 10.  | Lokomotiv Petrozavodsk  | 22 | 26 | 6  | 10 | 10 | 16 | 27 | -11 |
|  | 11.  | Trudovye Rezervy Frunze | 20 | 26 | 6  | 8  | 12 | 31 | 50 | -19 |
|  | 12.  | Kalev Tallinn           | 17 | 26 | 3  | 11 | 12 | 25 | 39 | -14 |
|  | 13.  | Spartak Aşgabat         | 17 | 26 | 7  | 3  | 16 | 19 | 61 | -42 |
|  | 13.  | Bol'ševik Stalinabad    | 16 | 26 | 4  | 8  | 14 | 19 | 37 | -18 |

### Verdetti
- VMS Mosca e Torpedo Gorky promossi in Klass A 1951
- Dzeržinec Čeljabinsk e Piščevik Odessa non iscritte al campionato successivo

## Risultati
|                         | VMS  | ToG  | SpV  | KZI  | DOT  | BuK  | DzC  | PiO  | DAA  | LoP  | TRF  | KaT  | SpA  | BoS  |
| ----------------------- | ---- | ---- | ---- | ---- | ---- | ---- | ---- | ---- | ---- | ---- | ---- | ---- | ---- | ---- |
| VMS Mosca               | –––– | 0-0  | 5-0  | 2-2  | 2-0  | 5-1  | 3-2  | 1-1  | 3-0  | 0-0  | 2-1  | 2-1  | 5-1  | 4-0  |
| Torpedo Gor'kij         | 0-0  | –––– | 1-4  | 2-1  | 2-0  | 2-0  | 0-2  | 4-0  | 2-0  | 0-0  | 1-1  | 1-1  | 8-0  | 1-0  |
| Spartak Vilnius         | 1-4  | 0-2  | –––– | 1-2  | 1-1  | 3-1  | 10-2 | 5-2  | 3-2  | 2-3  | 5-1  | 3-2  | 2-0  | 1-1  |
| Krasnoye Znamya Ivanovo | 1-0  | 0-1  | 0-0  | –––– | 3-2  | 0-0  | 0-1  | 2-1  | 0-1  | 0-0  | 1-0  | 1-0  | 1-0  | 1-1  |
| DO Tashkent             | 0-1  | 1-1  | 0-1  | 3-0  | –––– | 5-1  | 1-3  | 0-0  | 4-0  | 4-0  | 5-2  | 1-1  | 2-0  | 3-1  |
| Burevestnik Kishinev    | 0-3  | 3-0  | 1-2  | 2-1  | 1-1  | –––– | 2-2  | 3-2  | 2-1  | 0-0  | 3-1  | 2-1  | 4-1  | 3-0  |
| Dzeržinec Čeljabinsk    | 1-3  | 2-2  | 1-2  | 1-2  | 2-4  | 1-0  | –––– | 1-2  | 2-1  | 0-0  | 2-0  | 2-1  | 4-0  | 1-0  |
| Piščevik Odessa         | 0-0  | 0-0  | 3-1  | 0-1  | 2-0  | 1-0  | 5-3  | –––– | 2-2  | 3-0  | 3-1  | 1-1  | 1-2  | 0-1  |
| Dinamo Alma-Ata         | 0-1  | 0-0  | 1-1  | 2-2  | 0-2  | 3-2  | 1-1  | 1-1  | –––– | 2-0  | 1-0  | 0-0  | 4-0  | 1-1  |
| Lokomotiv Petrozavodsk  | 2-1  | 0-3  | 1-0  | 1-2  | 1-0  | 0-1  | 1-1  | 0-0  | 0-0  | –––– | 2-2  | 1-1  | 2-0  | 2-1  |
| Trudovye Rezervy Frunze | 0-3  | 2-2  | 0-0  | 1-0  | 0-0  | 3-3  | 2-1  | 1-2  | 3-9  | 3-0  | –––– | 1-1  | 2-0  | +:-  |
| Kalev Tallinn           | 0-3  | 0-0  | 0-3  | 0-4  | 0-0  | 1-2  | 5-1  | 1-1  | 1-3  | 1-0  | 1-2  | –––– | 2-1  | 2-2  |
| Spartak Ashkhabad       | 1-4  | 1-1  | 1-1  | 0-2  | 2-2  | 0-2  | 3-6  | 1-0  | 2-0  | +:-  | 1-0  | 2-1  | –––– | +:-  |
| Bol'ševik Stalinabad    | 0-3  | 0-1  | 0-1  | 0-2  | 0-2  | 2-2  | 0-4  | 0-0  | 2-1  | +:-  | 2-2  | 0-0  | 5-0  | –––– |